# Oleiros (Vila Verde)
Oleiros es una freguesia portuguesa del concelho de Vila Verde, con 3,74 km² de superficie y 1.106 habitantes (2001). Su densidad de población es de 295,7 hab/km².